# Bandar Jaya (Teramang Jaya)
Bandar Jaya is een bestuurslaag in het regentschap Muko-Muko van de provincie Bengkulu, Indonesië. Bandar Jaya telt 1002 inwoners (volkstelling 2010).